# Marianne Crébassa
Marianne Crébassa (Béziers, 14 december 1986) is een Franse mezzosopraan.

## Leven en carrière
Crébassa groeide op in Agde, waar haar ouders haar interesse in muziek aanmoedigde. Ze startte met piano en ging zingen toen ze 14 was. Ze volgde haar muziekopleiding aan het conservatorium in Sète. In Montpellier studeerde ze musicologie, zang en piano. Tijdens haar opleiding in 2008 trad ze op in de Montpellier Opera- productie van Manfred, die op voordracht van regisseur René Koering werd gevolgd door concerten in de regio.
In plaats van haar musicologische scriptie in Montpellier te schrijven, sloot Crebassa zich in 2010 aan bij het Young Artist Program (studio) van de Opéra National de Paris, waar ze hoofdrollen zong in de studioproducties en ondersteunende delen in de belangrijkste Opéra-producties van Lulu, Rigoletto en Madama Butterfly. In 2012 maakte ze haar Salzburger Festival -debuut in een concertante uitvoering van Händels Tamerlano als Irene, die ze kort daarna herhaalde in een toneelproductie in La Scala, geüpdatet naar het Rusland van het begin van de 20e eeuw. In 2014 keerde ze terug naar de Salzburger Festspiele als een van de hoofdrolspelers in Charlotte Salomon van Marc-André Dalbavie. Nadat ze in 2011 Orphée zong in de Berlioz-versie in de Opéra-studio, hernam ze de rol in de Opéra-Comique in 2018. In februari 2017 verscheen ze voor de Opéra Comique in de titelrol van de productie van het gezelschap van Fantasio van Jacques Offenbach in het Théâtre du Châtelet. De operacriticus merkte op dat "ze, lang en slungelig in broek of korte broek, haar mooie, gefocuste mezzo meebracht naar haar vertolking van de straatarme student", terwijl ze opmerkte dat haar "dictie echter te vaak aanmoedigde om een beroep te doen op de boventiteling".
Haar aanzienlijke Mozart-werk omvatte Cecilio in Lucio Silla (in Salzburg en Milaan), Sesto in La clemenza di Tito (Salzburg en Parijs), Cherubino in Le nozze di Figaro (Berlijn, Wenen, New York, Amsterdam) en Dorabella in Così fan tutte (Chicago).
Crebassa maakte haar Amerikaanse debuut in mei 2015 met het Chicago Symphony Orchestra. Haar toneeldebuut in de VS was bij het Lyric Opera of Chicago in februari 2016, in Gounods Roméo et Juliette als Stephano. In augustus 2017 maakte ze haar debuut op The Proms met Shéhérazade van Ravel. Ze voegde Mélisande toe aan haar repertoire in 2018 in Berlijn; oorspronkelijk op voordracht van Daniel Barenboim, zei ze dat ze het gevoel had dat ze "het mijn hele leven had gezongen" en nieuwe kleuren in haar stem vond en genoot van de tekst.
In 2017 werd Crebassa's eerste commerciële opname Oh Boy! uitgebracht op het Erato-label. Haar tweede solo-cd bestond uit Debussy's Trois chansons de Bilitis en Trois Mélodies de Verlaine, Fauré's Mirages, Op. 113, Shéhérazade van Ravel, vier melodieën van Duparc en Gezi Park 3 van Fazıl Say, die een Gramophone Award won. Gefilmde dvd's van haar zijn onder meer Lucio Silla en Le nozze di Figaro van Mozart, Orphée et Eurydice van Gluck, Les Troyens van Berlioz en Shéhérazade van Ravel tijdens een concert in de Waldbühne in 2019.